# Charras
Charras é um município da província de Córdova, na Argentina.